# Flumserberg
Flumserberg szabadidőközpont a Svájci-Alpokban, Sankt Gallen kantonban. Ez az üdülőközpont több falut foglal magába, melyek 1160 és 1344 méter magasságban fekszenek a tengerszint felett. A szabadidőközpont egy hegyvidéki teraszon fekszik, a Walenseere kilátással, Flums község felett, Sarganserland régióban. A Flumserberg üdülőközpont nagyobbik része Flumshoz tartozik, míg egy kis része Quartenhez tartozik. 
A három legnagyobb falu, amely a szabadidőközpont területén fekszik a következő: Tannenbodenalp (1,344 m), Flumserberg (1,275 m) és Tannenheim (1,160 m).

## Fordítás
Ez a szócikk részben vagy egészben  a   Flumserberg című angol Wikipédia-szócikk ezen változatának fordításán alapul.  Az eredeti cikk szerkesztőit annak laptörténete sorolja fel. Ez a jelzés csupán a megfogalmazás eredetét és a szerzői jogokat jelzi, nem szolgál a cikkben szereplő információk forrásmegjelöléseként.

## Külső hivatkozások
- Flumserberg.ch (hivatalos weboldal) Archiválva 2015. május 19-i dátummal a Wayback Machine-ben
- Flumserberg a Wanderland.ch weboldalon